# Ivan Filin
Ivan Filin (Unión Soviética, 10 de marzo de 1926-2000) fue un atleta soviético especializado en la prueba de maratón, en la que consiguió ser subcampeón europeo en 1958.

## Carrera deportiva
En el Campeonato Europeo de Atletismo de 1954 ganó la medalla de bronce en la carrera de maratón, recorriendo los 42,195 km en un tiempo de 2:25:26 segundos, llegando a meta tras el finlandés Veikko Karvonen (oro con 2:24:51 segundos que fue récord de los campeonatos) y del también soviético Boris Grishayev (plata con 2:24:55 segundos).
En el Campeonato Europeo de Atletismo de 1958 ganó la medalla de plata en la carrera de maratón, recorriendo los 42,195 km en un tiempo de 2:20:50 segundos, llegando a meta tras su compatriota Sergei Popov (oro con 2:15:17 segundos que fue récord de los campeonatos) y por delante del británico Fred Norris (bronce).